# TeamLab
teamLab株式会社 （日语：チームラボ株式会社）是总部位于东京都千代田区的一家数位内容制作公司。
公司由来自各个领域的专家组成，包括程序员、工程师、数学家、建筑师、画家、网页设计师、平面设计师、CG动画师等。主要专注于以艺术表现为主体的内容创作。

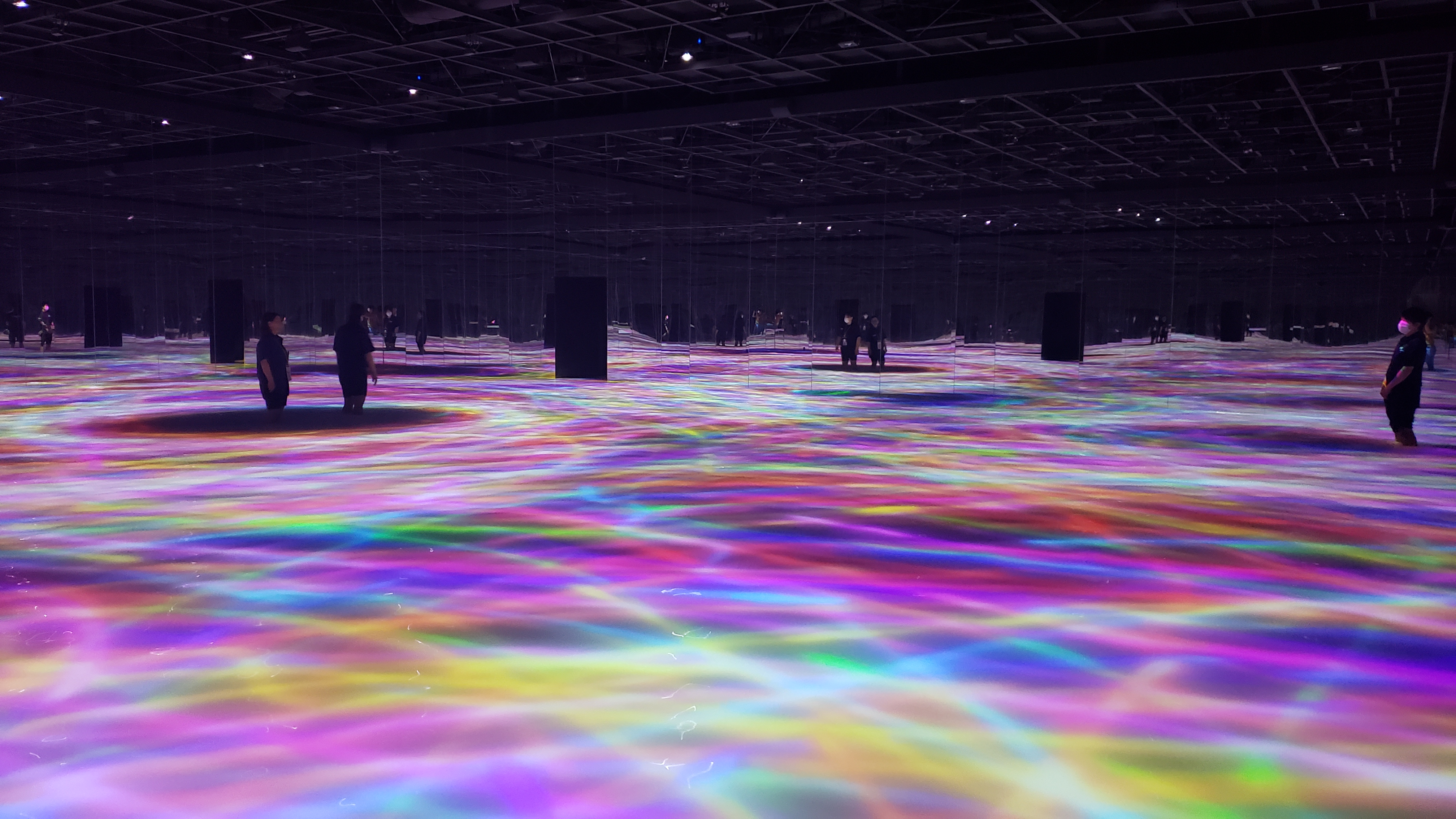

## 概述
teamLab在2001年由东京大学和东京工业大学的三名研究生创立，在创立期间，团队在Web开发的同时，还进行了推荐引擎等独有技术的产品研发以及数字艺术制作。
2002年8月，变更为teamLab株式会社。
公司业务涵盖网站建设、设备、实体店产品、手机应用、空间设计、建筑、电视广告和舞台设计等多个方面。
2019年11月6日，teamLab在上海开办名为“EPSON teamLab无界美术馆”的永久性主题展馆。这也是中国第一座永久性的teamLab展馆。